# 엠넷의 서바이벌 프로그램 투표 조작 사건
엠넷의 서바이벌 프로그램 투표 조작 사건이란 엠넷에서 방영된 서바이벌 프로그램에 대한 투표 조작 사건을 말한다.

## 투표 조작 사건

### PRODUCE X 101
《프로듀스 X 101》이 종영된 후 시청자들은 최종 순위 발표식의 득표 차이가 29,978표, 7,494표 등으로 동일하게 반복되는 경우가 다수이고, 1위부터 20위까지의 득표수가 상수 7,494.44의 배수인 사실 등을 밝히며 디시인사이드 프로듀스 X 101 갤러리를 중심으로 투표 조작 의혹을 제기했다.
2019년 7월 24일, 바른미래당 하태경 의원은 《프로듀스 X 101》의 투표 조작이 거의 확실하다고 밝히며, 이는 채용 비리이자 취업 사기라고 주장했다. 하태경 의원은 "주변 수학자들에게 물어 보니, 1등에서 20등까지 20개의 이런 숫자 조합이 나올 확률은 수학적으로 0에 가깝답니다. 투표결과가 사전에 이미 프로그램화되어 있었다는 이야기입니다" 라고 지적하며 의혹을 제기했다. 또한, 투표 조작은 청소년들에게도 민주주의에 대한 왜곡된 가치관을 심어준다고 밝히며 검찰 수사를 촉구했다.
한편 프로듀스 X 101 유료투표 진상 규명 위원회에서는 법무법인 마스트에 형사 소송에 대한 변호사 선임을 완료했다며, 서울중앙지방검찰청에 집단 소송을 진행할 예정이라고 밝혔다. 그러면서 문자 투표는 유료로 진행되었기 때문에 민사 소송이 아닌 사기 및 위계에 의한 업무방해죄 혐의로 고소를 진행한다고 밝혔다. 이러한 사기 혐의가 입증될 경우 10년 이하의 징역, 2000만 원 이하의 벌금이 선고될 수 있으며, 위계에 의한 업무방해가 인정될 경우에도 5년 이하의 징역, 1500만 원 이하의 벌금이 선고될 수 있다. 법무법인 측은 이외에도 방송법, 업무상 배임 등 혐의도 적용할 수 있는지를 검토 중이라고 밝혔다. 또한, 방송통신심의위원회에서도 관련 민원이 260여건이 접수되어 안건 상정 여부를 검토 중이라고 밝혔다.
이렇듯 논란이 커지자 무입장으로 일관하던 엠넷 측은 뒤늦게 최종 득표수 집계에 오류가 있었다고 인정하면서도, 순위 변동은 없다고 주장하였다. 이에, 하태경 의원은 엠넷의 추가 해명도 오류투성이라고 비판하며, 반올림 후 나오는 숫자가 0과 9 사이에서 다양하지 않고 0과 5로만 나온 것을 그 근거로 들었다. 또한, 이러한 경우는 복권에 연달아 두 번 당첨될 확률보다 훨씬 낮다며 원본 데이터(raw data) 공개를 강력히 요구하였다. 그러자 엠넷은 재차 사과글을 올린 후, 사실관계 파악에 한계가 있다고 판단돼 공신력 있는 수사 기관에 수사를 의뢰하겠다고 밝혔다. 이후, 경찰에서 투표 조작 의혹에 대한 내사를 시작하면서 7월 31일, CJ ENM 내 제작진 사무실과 문자 투표 데이터 보관 업체를 압수수색했다. 이어서, 서울중앙지방검찰청에서도 이 사건을 형사6부에 배당한 후, 서울지방경찰청 사이버수사대가 수사하도록 지휘했다.
같은 해 8월 19일, 경찰이 압수수색하는 과정에서 제작진이 조작을 직접적으로 언급한 녹음 파일을 확보했다고 밝혔다. 또한, 녹음 파일에는 이전 시즌에 대한 조작도 언급되었다고 밝혔다. 이에 따라서 8월 12일, 경찰은 CJ E&M 사무실 및 제작진 주거지 등에 대해 2차 압수수색을 실시하였다고 밝혔다. 9월 2일, 서울지방경찰청은 기자간담회에서 PRODUCE 101의 모든 시즌에 대하여 조작 의혹 수사를 진행 중이라고 밝혔다.
10월 1일, 서울지방경찰청 사이버수사대는 프로듀스 X 101에서 데뷔조로 선발된 11명 가운데 일부 연습생의 최종 득표수가 실제로는 탈락군에 속했던 사실을 파악했으며, 탈락군에서 데뷔조로 순위가 뒤바뀐 연습생은 2 ~ 3명 정도라고 밝혔다. 따라서, 경찰은 이와 같은 순위 변동에 사실상 투표수 조작이 있었다고 보고, 안준영 PD 등 제작진을 업무방해 혐의로 입건했다. 아울러 투표수 조작을 두고 제작진과 연습생 소속사 사이 금전 거래가 오갔는지도 수사 중이라고 밝혔다고 노컷뉴스가 취재하여 보도하였다. 같은 날 경찰은 스타쉽 엔터테인먼트, 울림 엔터테인먼트, MBK 엔터테인먼트 등 보이 그룹 X1의 일원이 소속된 소속사를 압수수색했다.
또한, MBC PD수첩은 "과제를 미리 알고 있었어요. 이미 정해져 있던데요."라는 내용의 글씨가 써진 예고편을 공개하며, 2019년 10월 15일에 투표 조작 의혹과 관련하여 방송할 것이라고 밝혔다. 10월 3일, MBC 뉴스데스크에서는 프로듀스 X 101에 참가한 한 연습생이 제작진이 처음부터 특정 연습생들만 촬영해 방송하였으며, 일부는 경연곡을 미리 알고 연습했다는 증언을 했다고 보도하였다.
다음 날인 10월 4일, 대한민국 국회 국정감사에서 이종걸 더불어민주당 의원은 프로듀스 X 101 투표 조작 의혹과 관련하여 방송통신위원회와 방송통신심의위원회가 이와 관련 동종 프로그램의 전수 조사가 필요하다고 주장했으며, 이 사건은 방송은 물론 나라의 신용도까지도 영향을 미칠 수 있는 아주 중요한 사건이라고 발언했다. 그러자 한상혁 방송통신위원장은 "데이터만 보더라도 의혹은 충분"하다며, "방심의에서 엄격하게 살펴봐야겠지만 저희들도 유사 프로그램 실태 파악에 최선을 다하겠다"고 답했다. 또한, 강상현 방송통신심의위원회 심의위원장은 "방송 내용이 사실과 다를 경우에 굉장히 엄격하게 다루고 있는데, 의도(적으로 결과를 왜곡)까지 더해진다면 중징계가 예상된다"고 전했다.
10월 15일, MBC PD수첩은 이러한 논란에 관하여 방송하였으며, 해당 방송은 이날 MBC가 방송한 모든 프로그램 중 최고 시청률을 기록하였다.
10월 30일, 경찰은 업무방해·사기·배임수재 등 혐의로 PRODUCE X 101 제작진들 및 연예 기획사 관계자 4명에 대하여 구속 영장을 신청하였다. 
11월 1일에는 경찰이 안준영 PD, 김용범 CP, PD 이 모씨, 스타쉽 엔터테인먼트 부사장 김 모씨 등에 대해 지난 1일 출국금지 조치를 요청한 것으로 전해졌다.
11월 5일, 서울중앙지방법원에서 안준영 PD와 김용범 CP를 비롯한 프로듀스 X 101 제작진들 및 연예 기획사 관계자 4명에 대한 영장실질심사가 진행되었고, 포승줄에 묶여 유치장으로 이송되었다. 구속 위기에 몰리자 엠넷은 "수사에 적극적으로 협조하고 수사 결과에 따라 책임질 부분에 대해서는 반드시 책임을 지도록 하겠다"며 공식적으로 사과하였다. 결국 서울중앙지방법원 명재권 영장전담 부장판사는 사기와 위계에 의한 업무방해 등의 혐의로 안준영 PD와 김용범 CP 2명에 대하여 구속 영장을 발부하였다. 한편, 서울지방경찰청은 CJ ENM 신형관 부사장의 사무실과 연예 기획사 1곳에 대해 추가 압수수색을 진행하였다. 같은 날, SBS 8 뉴스에서는 안준영 PD가 연예 기획사 관계자들로부터 강남에 위치한 유흥업소에서 수백 만원 대에 달하는 접대를 여러 차례 받은 정황과 휴대전화 메시지 등 증거를 없애려 한 정황을 경찰이 포착하여 확인했다고 보도하였다.
다음 날인 11월 6일, 경찰은 안준영 PD가 《PRODUCE 48》과  《PRODUCE X 101》의 순위 조작 혐의를 인정했으며, 《PRODUCE 101》과 《PRODUCE 101 시즌 2》에 대해서는 혐의를 부인하였다고 밝혔다. 또한, 경찰은 안준영 PD가 2018년 하반기부터 연예기획사들로부터 서울 강남 일대 유흥업소에서 40차례 이상 접대를 받았고, 한 번에 수백만 원씩 전체 접대 액수가 1억 원이 넘는 접대를 받은 것으로 파악하고 있다고 밝혔다.
11월 7일, CJ ENM은 X1 일원의 소속사들과 계약서 내용이 절충이 되지 않아 결국 계약이 성사되지 않았고, X1은 CJ ENM과의 정식 계약서 없이 활동을 이어 가고 있었다는 사실이 보도되었다.
11월 8일, 경찰은 《PRODUCE 48》과 《PRODUCE X 101》 시청자 문자 투표를 관리했던 업체 원본 자료가 실제 방송에서 공개된 순위와 다른 것을 확인했다고 밝혔다. 또한,  특히 《PRODUCE X 101》의 경우 경합을 하기 전에 이미 순위가 정해져 있었다고 밝혔다. 안준영 PD도 미리 정해놓은 연습생들이 있었다고 시인한 것으로 전해졌다.
11월 12일, 서울지방경찰청은 기자 간담회에서 《PRODUCE X 101》 제작진과 연예 기획사 관계자 뿐만 아니라 CJ ENM 고위 관계자까지 총 10여 명을 입건했다고 밝혔다.
11월 14일, 안준영 PD와 김용범 CP는 구속 기간이 만료됨에 따라 종로경찰서 유치장에서 검찰로 송치되었다.
11월 16일, 이 사건의 여파로 결국 X1은 2019 브이라이브 어워즈 'V 하트비트'에 불참하였고, 추가 활동 일정도 없다고 밝혔다. 그러면서 X1은 사실상 활동 중단 상태가 되었다. 그 후 공식 석상에서 볼 수 있었던 건 남도현이 한림연예예술고등학교 합격자 예비소집에 온 것이 전부였다.
11월 18일, X1 팬덤 '원잇'은 가입비 환불 대책 위원회를 결성하여 팬클럽 가입비 환불을 촉구하며 항의하였고, 환불 조치가 진행되지 않을 경우 법적 대응도 불사하겠다고 밝혔다. 이들은 7월에 팬클럽에 가입한 후 현재까지 회원 카드 등이 포함된 공식 키트도 받지 못했으며, 특히 X1의 활동이 중단되면서 티켓 선예매나 공식스케줄 우선 참여 혜택 등을 팬클럽 활동 기간 내에 전혀 받지 못하고 있다고 밝혔다. 한편, 엠넷은 사건의 여파로 《PRODUCE 101》 모든 시즌의 다시보기 서비스를 중단하였다.
11월 26일, IZ*ONE , X1은 12월 4일 열리는 엠넷 아시안 뮤직 어워드 불참을 확정하였다.
12월 3일, 서울중앙지방검찰청은 《PRODUCE 101》 모든 시즌이 순위가 조작되었다고 결론을 내렸다. 그러면서 안준영 PD와 김용범 CP를 업무방해와 사기 등의 혐의로 구속기소하였다. 한편, 보조PD 이모 씨는 안준영 PD 등과 같은 혐의로 불구속기소하였다. 또한, 스타쉽 엔터테인먼트 김모 대표와 김모 부사장, 울림 엔터테인먼트 전 직원 이모 씨, 에잇디 크리에이티브 전 직원으로서 자신의 기획사 앙팡테리블을 차린 류모 씨, 어라운드어스 소속 김모 씨를 비롯한 연예기획사 임직원 5명은 배임증재·배임수재·청탁금지법 위반 등 혐의로 불구속 기소하였다.
12월 5일, 서울중앙지방법원은 첫 재판 날짜를 12월 20일로 확정하였다. 한편, 서울중앙지방검찰청이 국회에 제출한 공소장을 보면 안준영 PD나 김용범 CP 등 제작진의 개인 일탈로 결론이 되었고, 오히려 CJ ENM은 '피해자'로 판단하여 논란이 되었다. 이와 관련하여 MBC PD수첩 CP 박건식 시사교양1부장은 "CJ가 피해자가 되면서 조직적인 조작 의혹에 대해 더 윗선으로 수사가 확대되지 못했다"며 꼬리 자르기 의혹을 제기했다.
12월 6일, 다수의 언론에서 《PRODUCE 101》 시리즈 제작진을 접대한 소속사로 연예기획사 4곳이 언급되어 보도되기 시작하였다. 그러자, 에잇디크리에이티브는 "현재 프로듀스101 제작진 접대와 관련해 거론되고 있는 류모 씨는 당사에서 음반 PR 업무를 전담해 맡은 적은 있으나 지난해 퇴사하여 본인 기획사 앙팡테리블을 설립해 본사와는 관계가 없다"고 선을 그었다. 이어 "본사는 류씨가 설립한 앙팡테리블의 소속 연습생이 프듀X 출연 과정에서 조사를 받은 것으로 알고 있다"면서 "에잇디크리에이티브는 본 순위 조작 관련해 그 어떠한 조사도 받은 적이 없으며 접대한 사실조차 없다"고 밝혔다. 이어 "소속 아티스트가 피해를 보지 않도록 사실과 다른 추측성 루머의 유포와 언론 보도를 자제해 주시길 요청드린다"고 덧붙였다. 또한, 어라운드어스도 "해당 PD와 업무적인 관계 유지를 위한 술자리가 있었던 것은 사실이지만, 청탁은 절대 없었다"고 밝혔다. 한편, 스타쉽 엔터테인먼트와 울림 엔터테인먼트는 공식 입장을 내놓지 않고 침묵하거나 관련 내용을 "확인 중"이라고 밝히고 있다. 같은 날, 안준영 PD 등 《PRODUCE 101》 제작진 담당 법무법인은 법원에 사임계를 제출하였다.
X1은 이 사건에 발목잡혀, 결국 데뷔할 때부터 해체할 때까지 지상파 방송에 아예 출연하지 못했다. X1뿐만 아니라 프로듀스 X 101 파이널 방송 자체의 조작 의혹 때문에, 당시 프듀X 파이널 진출자로 프듀X 이후 솔로 혹은 그룹 앨범을 발표한 이진혁과 송유빈도 이 여파로 뮤직뱅크에 출연하지 못하는 사태가 벌어졌다.
결국 X1은 각 멤버들의 소속사 간에 이견까지 발생하면서, 2020년 1월 6일에 해산했다.
그리고 X1이 해체한 후 김우석, 남도현, 이한결, 한승우가 지상파에 나왔을 때에도, 김우석이 라디오 스타에 출연해서 언급하기 전까지 지상파에서 X1에 대한 언급은 한동안 나가지 않았다.
논란 속에서 활동했음에도, CJ 측이 X1 멤버들에게 정산한 것이 단 하나도 없다는 사실이 드러나면서 논란이 다시 한 번 일었다. 2020년 7월 15일 라디오 스타에 출연한 김우석을 통해 X1이 지상파에 처음 언급됐는데, X1 활동으로 정산을 받았다고 말하면서 논란이 있었던 정산 문제는 해결된 것으로 보인다.
2020년 5월 12일 서울중앙지법에서 열린 결심 공판에서 김용범과 안준영은 모두 징역 3년을 구형받았으며, 안준영에게는 추징금 3,600만 원이 추가됐다.
같은 법원에서 5월 29일에 열린 1심 선고 공판 결과 안준영은 징역 2년에 추징금 3,700만 원, 김용범은 징역 1년 8개월을 선고받았으며, 모두 집행유예 없이 실형이 확정됐다. 함께 기소된 보조 PD와 기획사 임직원 5명은 벌금형에 그쳤다. 이에 대해 안준영 PD 측은 6월 4일에 항소했다.
그러나 2020년 11월 18일 서울고등법원에 열린 항소심(2심)에서 피해자가 밝혀졌다. 단순히 피해자 명단을 공개하는 것을 넘어서, 어떤 방식으로 조작을 당했는지 법정에서 내역을 대놓고 공개함에 따라 안준영과 김용범은 궁지에 몰리고 말았다. 조작으로 누가 선발되었는지는 법정에서 공개하지 않았다.
결국 김용범과 안준영은 또 판결에 불복했고, 사건은 대법원까지 가게 되었다.

### PRODUCE 48
2019년 8월 30일, KBS는 PRODUCE 48도 투표 조작 정황이 있다고 보도하였다. 11월 6일, 안준영 PD가 《PRODUCE 48》 순위 조작 혐의를 인정하면서 아이즈원은 첫 정규 앨범 발매가 2020년으로 연기되었고, 스케줄이 연달아 취소되는 등 직격타를 맞았다. 그리고 소속사에서 요구해 멤버를 조작했다고 알려진다. 미리 데뷔조 12명을 정해놓았고 실제로는 이가은이 5위, 한초원이 6위로 데뷔해야 했으나 원래 정해져 있던 12명을 데뷔시킨 것이다.

### 아이돌학교
2019년 9월 6일에 서울지방경찰청이 아이돌학교에 대해서도 투표 조작 여부에 대한 수사에 돌입했다고 밝혔다. 경찰은 아이돌학교 관계자 및 '아이돌학교 조작논란 진상규명위원회'를 소환해 참고인을 조사하였다고 밝혔다. 10월 2일, 아이돌학교에 참가했던 이해인의 아버지는 탁구 커뮤니티 고고탁과 디시인사이드 이해인 갤러리에 글을 남기며 엠넷의 부당한 처사에 억울함을 드러냈다. 해당 글에는 아이돌학교 촬영 중에 자신의 딸 이해인이 이유도 알지 못한 채 정체를 알 수 없는 계약서에 서명해야 했고, 조작 논란 당시에도 회사 측에서 2019년 10월까지 데뷔는 물론 개인 활동까지 시켜준다고 약속해놓고 방치했다고 밝혔다. 덧붙여, 엠넷의 투표 조작이 사실이라면 자신의 딸을 두 번이나 희롱한 것이며, 비인간적인 행동이라고 밝혔다. 이어서 10월 7일, 이해인도 자신의 인스타그램에 장문의 글을 남겼고, 촬영 당시 "인권이라는 것이 없었다"며 부당한 처우를 받았다고 폭로했다. 11월 6일, 경찰은 자료 분석이 끝나는 대로 조만간 아이돌학교 제작진 등 관련자를 소환할 예정이라고 밝혔다.
2020년 7월 8일에 서울중앙지방검찰청에서 제작진을 불구속 기소했다.
결국 피해자인 이해인은 가수 데뷔 대신, 프로듀서로 전향한 상태다.

### PRODUCE 101
2019년 11월 14일, 안준영 PD는 결국 《PRODUCE 101》 순위도 조작하였다고 시인하였다. 그러자, 《PRODUCE 101》 시청자도 진상규명위원회를 결성하면서 원본 데이터 공개를 강력하게 주장하였다. 12월 13일, 안준영 PD에 대한 서울중앙지방검찰청의 불기소이유서를 통해 아이오아이 멤버 중 1명이 투표 조작으로 데뷔하였다는 것이 드러났다. 당시 제작진이 최종 데뷔 조인 상위 11명에 포함되었던 A 연습생과 11위 밖에 있던 B 연습생의 순위를 바꿔치기 하면서 B 연습생을 데뷔시켰다는 사실이 밝혀졌다. 다만, 검찰은 안준영 PD가 시즌1에서는 1차 선발 과정 조작에만 개입한 것으로 판단했다. 대신 데뷔조 조작에 관여한 다른 제작진으로 보이는 시즌1 당시 CP 한동철 PD와 메인작가였던 박모 작가가 거론되었다. 검찰은 불기소이유서에서 "안준영 PD는 시즌1 마지막 생방송 당시 중계차에서 촬영분을 편집하며 방송 송출 업무를 보고 있었고 투표 결과 집계 업무를 담당하지 않아 집계 결과를 조작한 사실이 없다고 부인했다"고 설명했다. 이어 "당시 프로그램을 총괄하던 한동철 전 CJ ENM PD와 박 작가도 투표결과 집계 업무는 자신들이 했다고 했다"고 덧붙였다.

### PRODUCE 101 시즌 2
2019년 11월 14일, 안준영 PD는 결국 《PRODUCE 101 시즌 2》 순위도 조작하였다고 시인하였다. 그러자, 《PRODUCE 101 시즌 2》 시청자도 진상규명위원회를 결성하면서 원본 데이터 공개를 강력하게 주장하였다. 당시 한 연습생이 데뷔 순위권(상위 11위)에 들었지만 데뷔조에 들고 싶지 않다는 입장을 밝혔고, 이에 데뷔조에 들고 싶지 않다는 연습생을 제외, 12위 연습생을 데뷔조에 넣었다고 주장했다. (순위 조작이 아닌 11명을 맞추기 위해 데뷔 순위권에 들지 못한 연습생들 중 가장 순위가 높은 연습생을 대신하여 데뷔조에 넣은 것)

## 수사 결과

### 처벌
안준영 PD는 징역 1년 6개월, 김용범 CP는 징역 2년 6개월을 선고받았다. 두 사람은 모두 매번 판결에 불복하여 결국 사건은 대법원까지 갔으나, 대법원에서는 원심을 그대로 유지했다. 이에 따라 김용범은 2021년 7월 4일에, 안준영은 2021년 11월 4일에 잔여 형기를 보낸 후 만기 출소했다.
CJ ENM 측은 2022년 6월에 김용범과 안준영은 모두 사내 징계 절차를 밟았다고 발표했으며, 개인정보라는 이유를 들어 징계위가 열린 시기와 세부내용은 비공개했다. 징계 후 김용범은 CJ ENM의 글로벌 뮤직 TF로 복귀했으나, 안준영은 휴직계를 제출한 것으로 알려졌다.
김태은 PD는 2020년 7월 8일에 불구속 기소됐고, 2021년 6월 10일에 열린 1심 재판에서 실형을 선고받아 법정 구속됐다. 이에 김태은 CP는 판결에 불복하며 항소했으나, 2021년 12월 10일에 열린 2심 결심 공판에서도 징역 1년을 구형받았다.

## 반응
X1은 결국 2020년 1월 6일에 해체했다. 아이즈원은 방송 출연 등 활동이 확연히 줄었고 신곡 발표가 늦춰지는 등 활동에 직격타를 맞았으며, 골든디스크에서는 2년 연속 노미네이트 대상에서 제외됐다.
하지만 피해를 입은 당사자들의 대부분은 동정표가 실제 팬덤 증가로 직결되지 못하고 있는 상태다.